# اچ‌نوام‌اس تور (۱۹۳۹)
اچ‌نوام‌اس تور (۱۹۳۹) (به انگلیسی: HNoMS Tor (1939)) یک کشتی بود که طول آن ۷۴٫۳۰ متر (۲۴۳٫۷۷ فوت) بود. این کشتی در سال ۱۹۳۹ ساخته شد.